# Suad Amiry
Suad Amiry (àrab: سعاد العامري, Suʿād al-ʿĀmirī) (Damasc, Síria, 1951) és una arquitecta i escriptora siriana establerta a Palestina.
Va créixer entre Amman, Damasc, Beirut i el Caire, i viu a Ramal·lah. Va estudiar arquitectura a la Universitat Americana de Beirut, a la Universitat de Michigan, i a la Universitat d'Edimburg (Escòcia). El 1981 va tornar a Ramal·lah com a turista, on va conèixer Salim Tamari amb qui es va casar i va romandre a viure allà. Des de l'any 1991 fins al 1993 va ser membre de la Palestinian Peace Delegation a Washington DC, on va treballar en iniciatives de pau de les dones palestines i israelianes. Amiry va ser membre de la direcció de la Birzeit University fins al 1991. Des de llavors, és la directora i fundadora del Riwak Centre for Architectural Conservation. Fundat el 1991, va ser el primer centre que va treballar en la rehabilitació i protecció de l'herència arquitectònica de Palestina. El 2006 va ser nomenada vicepresidenta de la Junta d'Administradors de la Birzeit University.
El 2004 va publicar un llibre autobiogràfic, Sharon i la meva sogra, relatant les successives invasions militars que l'exèrcit israelià va portar a terme entre el novembre de 2001 i el novembre de 2003. L'obra va estar traduïda a diferents idiomes amb un gran èxit: plena d'humor i de mordacitat, així com reflexions tant sobre els monopolis a l'Orient Mitjà, el llarg conflicte araboisraelià com les vicissituds polítiques i socials de la zona. La darrera aportació d'Amiry és el llibre No hi ha sexe a Ramal·lah (2008), resposta a l'impacte personal, a l'enorme desil·lusió i a la profunda sensació de tristesa davant la victòria d'un partit religiós fonamentalista a les eleccions dels parlament palestí el 2006.